# Christopher Bolte

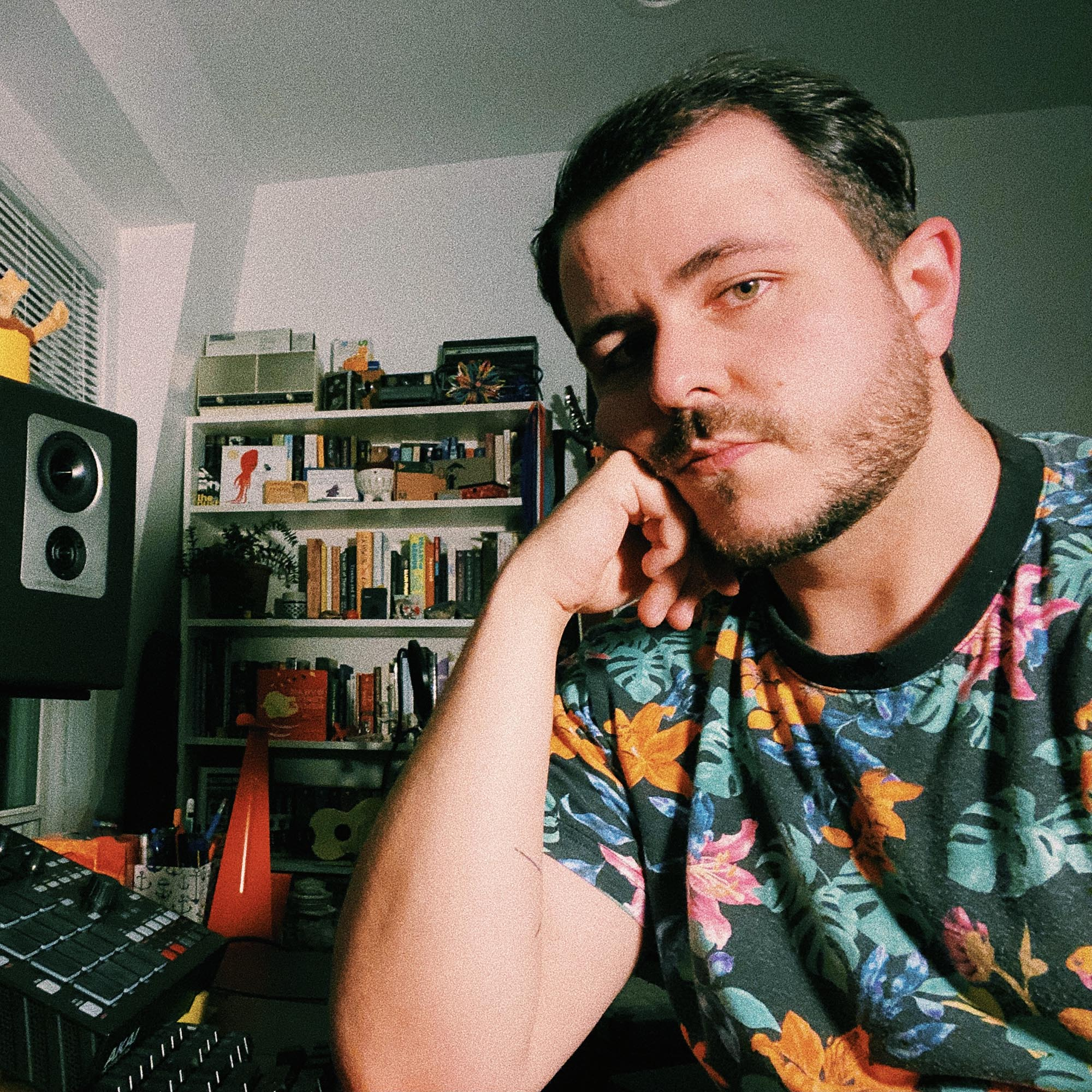
Christopher Bolte 2020

Christopher Bolte (* 21. Juli 1992 in Bückeburg) ist ein deutscher Bassist, Musikproduzent und Komponist mit Wohnsitz in Boston, USA. Sein Hauptinstrument ist der E-Bass. Er beherrscht das Spiel auf Bässen mit vier, fünf und sechs Saiten, sowie auf bundlosen Bässen. Zudem spielt er Akustikbass und Klavier neben anderen Instrumenten. Er agiert als Produktmanager für Rheingold Music, ein Familienunternehmen, welches Röhren-Bassverstärker, Kabel, Tonabnehmer und Effektgeräte in Handarbeit herstellt.

## Leben und Wirken
Bolte lernte als Kind Keyboard und später Schlagzeug. Bereits mit 11 Jahren lernte er den Umgang mit den professionellen DAW-Programmen Cubase und Reason. Im Alter von 13 Jahren gründete er seine erste Band namens analogue, welche bis 2012 bestand. Nach der Gründung der Band begann Bolte, autodidaktisch das Bassspiel zu erlernen. Während seiner Schulzeit am Gymnasium Adolfinum Bückeburg wurde ihm der Förderpreis des Jugend Komponiert Wettbewerbs in Nordrhein-Westfalen verliehen, worauf eine Ehrung für besondere musikalische Leistungen vom Adolfinum folgte. Im Jahre 2011 erhielt er ein Stipendium für den internationalen Jazzworkshopin Erlangen, wo er Unterricht von Patrick Scales, Romy Camerun und Harald Rüschenbaum erhielt.
Nach seinem Abitur im Jahre 2011 eröffnete Bolte ein eigenes Tonstudio unter dem Namen Timbre Recording Studios, in dem er neben eigenen Projekten zahlreiche überregionale Künstler produzierte. Im selben Jahr begann er sein Studium der Jazzmusik am Institut für Musik der Hochschule Osnabrück, wo er Sängerin Natalia Kowalczyk kennenlernte. Bolte und Kowalczyk spielten zunächst zusammen in Gruppen mit variierenden Besetzungen von Duo bis Quintett und gründeten 2013 zusammen mit Schlagzeuger Fabian Ristau, Pianist Simon Grote, Gitarrist Dany Ahmad und Trompeter Gregor Lener das Projekt Natalia Mateo.
Mateos erstes Album You, welches noch im selben Jahr erschien, ist eine Eigenproduktion der Band, die von Bolte gemischt und gemastert wurde. Im darauffolgenden Jahr wurde Mateo vom deutschen Jazz-Label ACT unter Vertrag genommen. Mateos zweites Album Heart of Darkness, auf welchem auch Sänger Tobias Christl gastierte, erschien im Frühjahr 2015 und wurde 2016 für den Echo Jazz in den Kategorien Beste(r) SängerIn (National) und Beste(r) NewcomerIn nominiert. Bei der Preisverleihung im Mai 2016 wurde Mateo der Preis als beste Newcomerin verliehen. Das dritte Studioalbum mit dem Titel De Profundis erschien im Frühjahr 2017. Saxophonist Sebastian Gille wirkte auf diesem Album als Gastsolist mit. Jazzmusiker Wolfgang Lackerschmid agierte zudem als Co-Produzent für De Profundis. Von 2013 bis 2018 spielte Bolte zahlreiche Tourneen mit Natalia Mateo.
Von 2015 bis 2016 studierte Bolte E-Bass und Musikproduktion mit einem Stipendium am Berklee College of Music in Boston. Hier erhielt er unter anderem Unterricht von Victor Bailey, Gary Willis, Victor Wooten, John Patitucci und Oscar Stagnaro.
Im Jahre 2018 erhielt er seinen Bachelorabschluss vom Institut für Musik der Hochschule Osnabrück. Am 20. Mai des Jahres veröffentlichte er sein erstes Soloalbum mit dem Titel The Push, welches er selbst produziert hat. Im Juni des Jahres wanderte er in die USA aus, heiratete, und ist seitdem in Boston ansässig. Christopher agiert seit September 2018 als Musikproduzent unter dem Pseudonym BØLT.

## Endorsements
Bolte ist seit dem Jahre 2012 regelmäßig als Künstler für verschiedene Unternehmen tätig, welche ihre Produkte auf der Musikmesse Frankfurt und der NAMM Show in Anaheim vorstellen. Er agiert als Werbeträger für die Firmen Paul Lairat Guitars & Basses, Antelope Audio, Rheingold Music, Flexx Basses, GruvGear, Taurus Amplification, MC Systems, Singular Sound und Pyramid Strings. Für diese Hersteller produziert er zudem Audio- und Videodemonstrationen.

## Rheingold Music
Seit 2017 agiert Bolte als Produktmanager für das Familienunternehmen Rheingold Music. Er ist für das Unternehmen in den Bereichen Marketing, Produktdesign, Medien und Produkttests tätig. Er war entscheidend an der Entwicklung des BP2 Bass-Vorverstärkers, B100 Bassverstärkers und des Kraft3 Netzteils beteiligt.

## Auszeichnungen
Bolte erhielt u. a. den Förderpreis des Jugend-Komponiert-Wettbewerbs 2011, den ersten Preis des BassComposerVoting 2013 in Duisburg, den Deutschen Rock & Pop Preis 2014 als bester Bassist des Jahres und ein Stipendium vom Berklee College of Music nach seinem Vorspiel im Jahre 2014. Das Natalia Mateo Album Heart of Darkness erhielt 2016 den Echo Jazz in der Kategorie Beste(r) NewcomerIn. Mit dem Jazzensemble loos. Extended gewann er 2017 den Study-Up Award der Hochschule Osnabrück.

## Diskografische Hinweise
- 2013 – Natalia Mateo – You
- 2015 – Natalia Mateo – Heart of Darkness (ACT)
- 2015 – Various Artists – Magic Moments 8 "Sing Hallelujah" (ACT)
- 2015 – Christopher Bolte & Ella O'Brien-Coker – Let Me Go // Oblivion
- 2016 – Jenny Weisgerber – Ashes to Stardust (recordJET)
- 2017 – Natalia Mateo – De Profundis (ACT)
- 2018 – Christopher Bolte – The Push
- 2018 – Rene Noçon & Frizz Feick – Zwischen den Jahren (LouLou Records; als BØLT)
- 2019 – Rene Noçon & Frizz Feick – Heimat (LouLou Records; als BØLT)
- 2019 – Rene Noçon & Frizz Feick – Nordwärts (LouLou Records; als BØLT)
- 2019 – BØLT – Butterflies
- 2019 – BØLT – Dirt
- 2019 – BØLT – Voyager
- 2020 – BØLT – Voyager II
- 2020 – BØLT – Jamuary 2020 / Cuts
- 2020 – BØLT – Endurance
- 2021 – BØLT – Brain_dump.zip